# Montainville (Eure-et-Loir)
Montainville era un comune francese di 334 abitanti situato nel dipartimento dell'Eure-et-Loir nella regione del Centro-Valle della Loira. Dal 1° gennaio 2016 è comune delegato del nuovo comune di Les Villages Vovéens.

## Società

### Evoluzione demografica
Abitanti censiti